# A Protestáns Irodalmi Társaság Házi Kincstára
A Protestáns Irodalmi Társaság Házi Kincstára egy magyar nyelvű vallási könyvsorozat volt az 1900-as évek elején, kiadója a Magyar Protestáns Irodalmi Társaság.

## Részei
A sorozat a következő köteteket tartalmazta:
- 1. J. R. Miller: Csendes órák – Segédkönyv a Bibliának az életbe átvitelére, 1897
- 2. Barde Eduard: Mártha és Mária, 1901
- 3. Szabolcska Mihály: Áhítat, szeretet – Vallásos és családias költemények, 1902
- 4. Sheldon M. Károly: Az Ő nyomdokain vagy „Mit tenne Jézus?”, 1903
- 5. Kenessey Béla: Női jellemképek, 1905
- 6. Raffay Sándor: Jézus példázatai, 1905
- 7. Dalhoff N.: A keresztyén szeretet munkái – Belmissziói kalauz, 1906
- 8. Raffay Sándor: Jézus hasonlatai, 1906
- 9. K. V. Opzoomer: A vallás gyümölcse, 1909
- 10. Pfennigsdorf Emil: Hit és szabadság, 1909
- 11. Thomas Frank: Az evangélium és a szociálizmus. Tegnapi előítéletek – holnapi igazságok, 1910
- 12. Szabó Aladár: Külmissziói kalauz – A keresztyénség elterjedése a világon, 1911
- 13. B. Pap István: A belmisszió hősei, 1913
- 14. Pruzsinszky Pál: Hitünk hősei a XVI. században, 1914
- 15. C. Skovgaard-Petersen: Akarsz-e diadalmaskodni? Bizonyságtétel a hitről azok számára, akik diadalmaskodni akarnak a létért való küzdelemben, 1915
- 16. Szőts Farkas: A vallás élete, 1916